# Mouliez-Busschaert

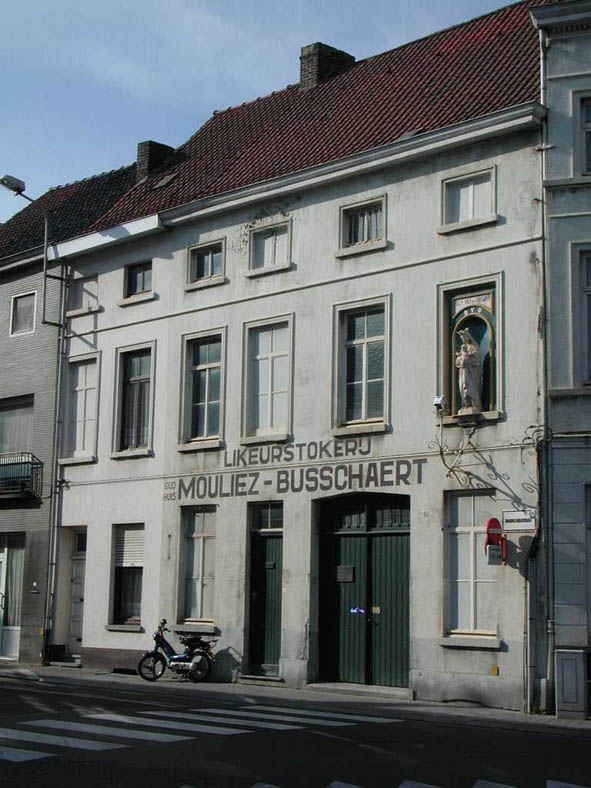
Wandelingstraat 2-4 in Kortrijk

Mouliez-Busschaert was een Kortrijkse likeurstokerij die werd opgericht in 1870 door de familie Mouliez-Tack, en later overgenomen door zoon Médard Mouliez-Busschaert.

## Geschiedenis
De stokerij bevond zich in een pand aan de Veemarkt 92 (nu Wandelingstraat 2-4). In 1998 verhuisde de firma naar Stasegem (Harelbeke) onder de naam "De Hazewind".

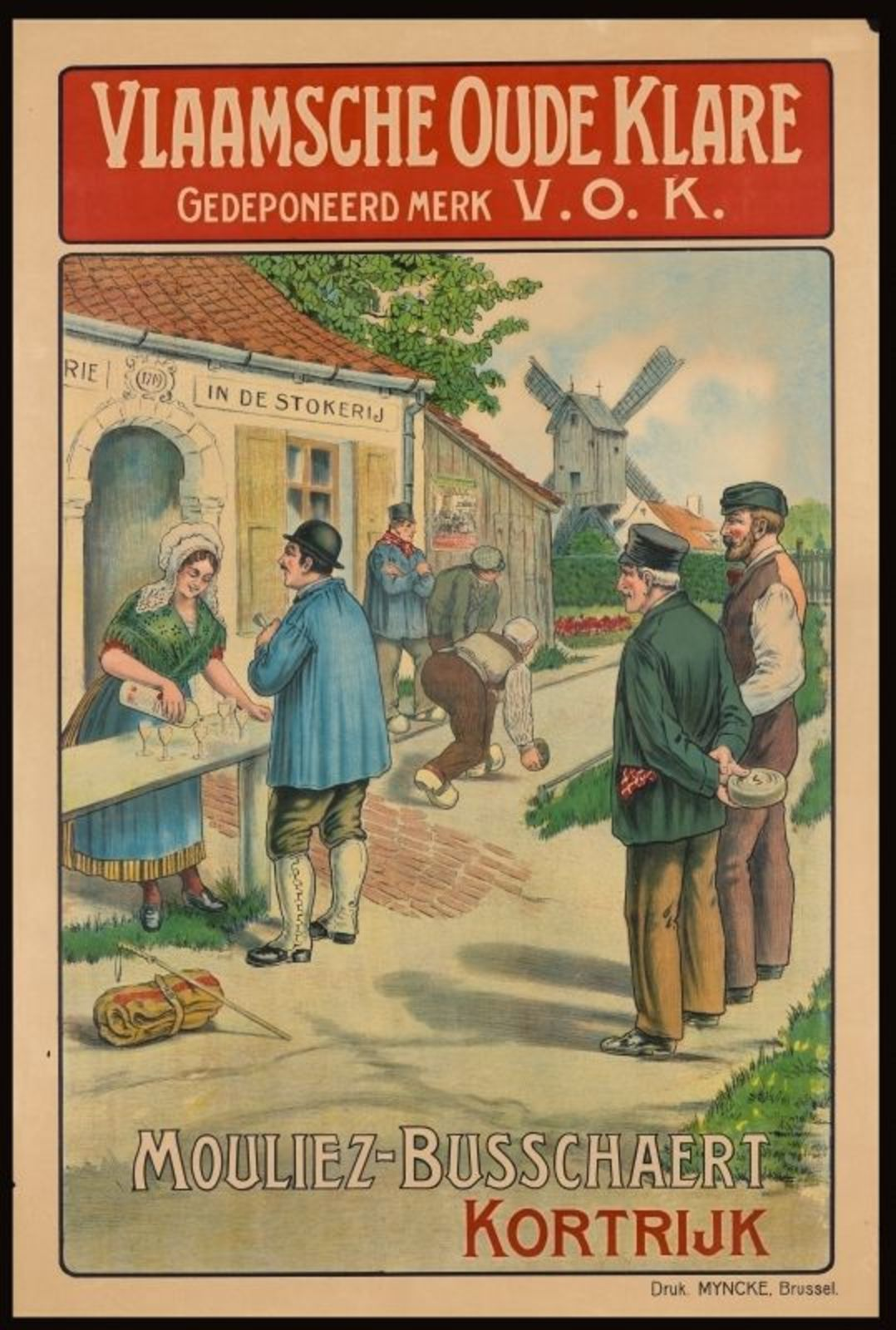
Affiche "Vlaamsche Oude Klare"

In de muur was een nis aanwezig met een Onze-Lieve-Vrouwebeeld uit 1880, met opschrift "O.L.V HULP DER CHRISTENEN". De nis werd verlicht met een smeedijzeren lantaarn.

### Belangrijke gebeurtenissen
- 1870: opgericht door de familie Mouliez-Tack
- 1905: Marché au Bétail 64 op briefkaart coll. FdV
- 1942: vermeld in adreslijst "stokerijen van likeuren"
- 1948: overname door schoonzoon Decubber-Mouliez
- 198°: zaakvoerder zoon Mark Decubber-Ghekiere
- zaakvoerder: Xavier Decubber